# Geocriticismo
El Geocriticismo o Geocrítica, es un método de análisis literario y teoría literaria que incorpora el estudio del espacio geográfico. El término designa un número de diferentes prácticas de crítica geográfica.  En Francia, Bertrand Westphal ha elaborado el concepto de géocritique en diversos trabajos.  En los Estados Unidos, Robert Tally ha argumentado por el geocriticismo como una práctica de crítica que encaja en el análisis de lo que ha definido como literatura cartográfica.

## Orígenes
Algunos de los primeros términos empleados como  geocríticos dentro de los escritos emergieron del simposio organizado por Westphal en la Universidad de Limoges. Westphal's foundational essay, "Pour une approche géocritique des textes" constituye un manifiesto para el geocriticismo.  La teoría de Westphal es elaborada en mayor detalle en su Geocriticism: Real and Fictional Spaces, traducida por Tally, quien además provee una breve introducción.  Empero, hay varios trabajos que se relacionan con temas similares y usando métodos similares que podrían ser considerados como geocríticos, incluso si el término geocriticismo no es usado. 

## Teoría
En la teoría de Westphal, el geocriticismo está basado en tres conceptos teóricos: espacio-temporalidad, transgresión, y referencia. 
La idea de que el espacio y tiempo forman un continuo(espacio-tiempo) es un principio de física moderna. En el campo de la literatura, el geocriticismo es un método interdisciplinario que se enfoca no sólo en datos temporales como relaciones entre la vida y tiempo del autor. (Como en una crítica biográfica), la historia del texto (como en la  crítica textual), o la historia (estudiado como narratología), pero también en datos del espacio. El geocriticismo, por lo tanto, tiene afinidad con la geografía, arquitectura, estudios urbanos, entre otros. También se correlaciona con los conceptos filosóficos como el de Desterritorialización. 
Siguiendo el trabajo de Michel Foucault, Gilles Deleuze, Henri Lefebvre y Mikhail Bakhtin, entre otros, un acercamiento geocrítico a la literatura reconoce que la representación del espacio es comúnmente transgresor, cruzando los límites de las normas establecidas mientas también restablece nuevas relaciones entre gente, lugares y cosas. La cartografía ya no más vista como la provincia exclusiva del estado o del gobierno; más bien, entre varios agentes o grupos que pueden ser responsables por representar los espacios geográficos al mismo tiempo y con diferentes efectos. En la práctica, por ende, el geocriticismo es de multienfoques, examinando una variedad de temas al mismo tiempo, así diferenciándose de prácticas que se enfocan en el singular punto de vista de un viajante o protagonista.
El geocriticismo también asume una referencia literaria entre el mundo y el texto, o, en otras palabras, el referente y su representación. Al cuestionar las relaciones entre un espacio natural dado y su condición existente actual, el acercamiento geocrítico permite para un estudio de ficción que se enfoca también en la teoría de los posibles mundos, tales como pueden ser vistos en el trabajo de los geógrafos estadounidenses Edward Soja (Thirdspace). Tally's book Spatiality, una introducción a los estudios del espacio en la literatura y la teoría crítica, incluye un capítulo sobre el geocriticismo.

## Crítica práctica
El geocriticismo frecuentemente envuelve el estudio de lugares descritos en la literatura por varios autores, pero puede estudiar también los efectos de la representación de la literatura en un  lugar dado. Un ejemplo del rango de las práticas de la geocrítica puede ser encontrado en la colección de Tally, Geocritical Explorations: Space, Place, and Mapping in Literary and Cultural Studies.
El geocriticismo deriva algunas de sus prácticas de precursosres cuyo trabajo teóríco ayudó a establecer al espacio como un tema válido para los análisis literarios. Por ejemplo, en The Poetics of Space y otra parte, Gaston Bachelard estudió los trabajos de literatura para desarrollar una tipología de acuerdo a la connotación de cada uno de ellos. Los escritos de Maurice Blanchot han legitimado la idea de un espacio literario, un lugar imaginario para la creación de trabajo de literatura. Uno podría además mirar los estudios de desarrollo de cultura y especialmente estudios post-coloniales tales como el de Raymond Williams conocido como The Country and the City o el de Edward Said titulado, Culture and Imperialism, el cual, emplea lo que Said ha llamado una "investigación geográfica dentro de una experiencia histórica" El concepto de  cartografía cognitiva de Fredric Jameson y su compromiso teórico con la condición postmoderna también remarca la importancia de la representación espacial y producción estética, incluyendo literatura, filmes, arquitectura así como diseño.  En  The Atlas of European Novel, 1800-1900, Franco Moretti ha examinado la difusión de los espacios literario en Europa, enfocándose en la compleja relación entre el texto y espacio. Moretti  además ha promulgado una teoría de literatura-historia, o literatura-geografía, que usaría mapas para traer claridad a nuevas conexiones entre los textos estudiados y sus espacios sociales.  Y, en su estudio sobre la cartografía literaria de Herman Melville Robert Tally ha ofrecido un acercamiento geocrítico para ciertos textos.
El geocriticismo tiene afiliaciones intelectuales y metodológicas en campos como la literatura y el ambiente o el ecocriticismo, literatura regional, estudios urbanos, acercamientos sociológicos y filosóficos con la literatura y estudios utópicos.

## Más lecturas
- Bachelard, Gaston. The Poetics of Space. Trans. Maria Jolas. Boston: Beacon Press, 1969.
- Blanchot, Maurice. The Space of Literature. Trans. Ann Smock. Lincoln, NE: University of Nebraska Press, 1989.
- Foucault, Michel. "Of Other Spaces".
- Harvey, David. The Condition of Postmodernity. Oxford: Blackwell, 1989.
- Jameson, Fredric. Postmodernism, or, The Cultural Logic of Late Capitalism. Durham, NC: Duke University Press. 1991.
- Jameson, Fredric. The Geopolitical Aesthetic: Cinema and Space in the World System. Bloomington: Indiana University Press. 1992.
- Moretti, Franco.  An Atlas of the European Novel, 1800-1900. London: Verso, 1998.
- Moretti, Franco. Graphs, Maps, Trees: Abstract Models for a Literary History.  London: Verso, 2005.
- Said, Edward. Culture and Imperialism.  New York: Knopf, 1993.
- Soja, Edward. Postmodern Geographies. London: Verso, 1989.
- Soja, Edward. Thirdspace: Journeys to Los Angeles and Other Real-and-Imagined Places. Oxford: Blackwell, 1996.
- Tally, Robert T. (ed.) Geocritical Explorations: Space, Place, and Mapping in Literary and Cultural Studies. New York: Palgrave Macmillan, 2011.
- Tally, Robert T. "Geocriticism and Classic American Literature." Archivado el 19 de febrero de 2012 en Wayback Machine.
- Tally, Robert T. Melville, Mapping and Globalization: Literary Cartography in the American Baroque Writer. London: Continuum Books, 2009.
- Tally, Robert T. Spatiality. The New Critical Idiom. London and New York: Routledge, 2013
- Tally, Robert T. Utopia in the Age of Globalization: Space, Representation, and the World System. New York: Palgrave Macmillan, 2013
- Wells-Lynn, Amy. "The Intertextual, Sexually-Coded Rue Jacob: A Geocritical Approach to Djuna Barnes, Natalie Barney, and Radclyffe Hall." South Central Review 22.3 (Fall 2005) 78-112.
- Westphal, Bertrand. Le Monde plausible, Espace, Lieu, Carte, Paris, Éditions de Minuit, 2011.
- Westphal, Bertrand. Flabbi, Lorenzo. Espaces, tourismes, esthétiques, Limoges, Pulim, 2010.
- Westphal, Bertrand. Geocriticism: Real and Fictional Spaces, trans. Robert T. Tally Jr.  New York: Palgrave Macmillan, 2011.
- Westphal, Bertrand. La Géocritique, Réel, Fiction, Espace, Paris, Éditions de Minuit, 2007.
- Westphal, Bertrand. Bertrand Westphal, Pour une approche géocritique des textes. Vox Poetica, 2005.

- Datos: Q1634735